# Seznam mest v Keniji
Seznam mest v Keniji.

## B
- Baragoi
- Bungoma
- Busia

## D
- Dadaab
- Diani Beach

## E
- Eldoret
- Embu

## G
- Garissa
- Gede

## H
- Hola
- Homa Bay

## I
- Isiolo

## K
- Kajiado
- Kakamega
- Kakuma
- Kapenguria
- Kericho
- Kiambu
- Kilifi
- Kisii
- Kisumu
- Kitale

## L
- Langata
- Lodwar
- Lokichoggio
- Loyangalani
- Lamu

## M
- Machakos
- Malindi
- Mandera
- Maralal
- Marsabit
- Meru
- Mombasa
- Moyale
- Muiga

## N
- Nairobi
- Naivasha
- Nakuru
- Namanga
- Nanyuki
- Narok
- Naro Moru
- Nyahururu
- Nyeri

## S
- Samburu
- Shimoni

## T
- Takaungu
- Thika

## V
- Voi

## W
- Wajir
- Watamu
- Webuye
- Wundyani